# Gouvernement Boc II
Pour les articles homonymes, voir gouvernement Boc.
Roumanie
Boc I Ungureanu
Le gouvernement Boc II (en roumain : Guvernul Emil Boc (2)) est le gouvernement de la Roumanie entre le 23 décembre 2009 et le 9 février 2012, durant la sixième législature du Parlement.

## Coalition et historique
Dirigé par le Premier ministre conservateur sortant Emil Boc, ce gouvernement est constitué et soutenu par une coalition gouvernementale entre le Parti démocrate-libéral (PDL), l'Union démocrate magyare de Roumanie (UDMR), l'Union nationale pour le progrès de la Roumanie (UNPR). Ensemble, ils disposent de 156 députés sur 330, soit 47,2 % des sièges de la Chambre des députés, et 66 sénateurs sur 137, soit 48,1 % des sièges du Sénat.
Il est formé à la suite du vote d'une motion de censure contre le gouvernement Boc I le 13 octobre 2009. Celui-ci, désigné après les élections législatives du 30 novembre 2008, était constitué par une « grande coalition » entre le PDL et le Parti social-démocrate (PSD). Le PSD avait quitté la coalition onze jours plus tôt, du fait du renvoi du Vice-Premier ministre Dan Nica. Les partis ayant voté la motion de censure s'étaient mis d'accord sur le nom d'un nouveau Premier ministre, que le président Traian Băsescu, alors en campagne pour sa réélection, avait refusé de soumettre aux parlementaires. Après sa réélection, il décide de renommer Emil Boc, qui parvient à dégager une majorité grâce au parti de la minorité hongroise et à l'UNPR, formation dissidente du PSD.
À la suite de nombreuses manifestations contre la corruption, il remet sa démission le 6 février 2012. Le président Traian Băsescu charge alors le ministre de la Justice, Cătălin Predoiu, de l'intérim de la direction du gouvernement, puis nomme le chef du renseignement, Mihai Răzvan Ungureanu, au poste de Premier ministre. Son gouvernement est investi le 9 février suivant.

## Composition

### Initiale (23 décembre 2009)
- Les nouveaux ministres sont indiqués en gras, ceux ayant changé de portefeuille en italique.

| Fonction                                                       | Titulaire | Titulaire          | Parti |
| -------------------------------------------------------------- | --------- | ------------------ | ----- |
| Premier ministre                                               |           | Emil Boc           | PDL   |
| Vice-Premier ministre                                          |           | Béla Markó         | UDMR  |
| Ministre de l'Administration et de l'Intérieur                 |           | Vasile Blaga       | PDL   |
| Ministre des Finances publiques                                |           | Sebastian Vlădescu | Sans  |
| Ministre de l'Économie, du Commerce et du Milieu des affaires  |           | Adriean Videanu    | PDL   |
| Ministre des Affaires étrangères                               |           | Teodor Baconschi   | Sans  |
| Ministre des Transports et des Infrastructures                 |           | Radu Berceanu      | PDL   |
| Ministre de l'Environnement et des Forêts                      |           | László Borbély     | UDMR  |
| Ministre du Développement régional et du Tourisme              |           | Elena Udrea        | PDL   |
| Ministre de la Défense nationale                               |           | Gabriel Oprea      | UNPR  |
| Ministre de la Culture et du Patrimoine national               |           | Hunor Kelemen      | UDMR  |
| Ministre de la Justice                                         |           | Cătălin Predoiu    | Sans  |
| Ministre des Communications et de la Société de l'information  |           | Gabriel Sandu      | PDL   |
| Ministre du Travail, de la Famille et de la Protection sociale |           | Mihai Șeitan       | PDL   |
| Ministre de l'Éducation, de la Recherche et des Sports         |           | Daniel Funeriu     | PDL   |
| Ministre de la Santé                                           |           | Attila Cseke       | UDMR  |
| Ministre de l'Agriculture et du Développement rural            |           | Mihail Dumitru     | Sans  |

### Remaniement du 3 septembre 2010
- Les nouveaux ministres sont indiqués en gras, ceux ayant changé de portefeuille en italique.

| Fonction                                                       | Titulaire | Titulaire                                                                               | Parti |
| -------------------------------------------------------------- | --------- | --------------------------------------------------------------------------------------- | ----- |
| Premier ministre                                               |           | Emil Boc (jusqu'au 06/02/2012)                                                          | PDL   |
| Premier ministre                                               |           | Cătălin Predoiu a.i                                                                     | Sans  |
| Vice-Premier ministre                                          |           | Béla Markó                                                                              | UDMR  |
| Ministre de l'Administration et de l'Intérieur                 |           | Vasile Blaga (jusqu'au 27/09/2010) Traian Igaș                                          | PDL   |
| Ministre des Finances publiques                                |           | Gheorghe Ialomițianu                                                                    | PDL   |
| Ministre de l'Économie, du Commerce et du Milieu des affaires  |           | Ion Ariton                                                                              | PDL   |
| Ministre des Affaires étrangères                               |           | Teodor Baconschi (jusqu'au 23/01/2012)                                                  | PDL   |
| Ministre des Affaires étrangères                               |           | Cristian Diaconescu                                                                     | UNPR  |
| Ministre des Transports et des Infrastructures                 |           | Anca Boagiu                                                                             | PDL   |
| Ministre de l'Environnement et des Forêts                      |           | László Borbély                                                                          | UDMR  |
| Ministre du Développement régional et du Tourisme              |           | Elena Udrea                                                                             | PDL   |
| Ministre de la Défense nationale                               |           | Gabriel Oprea                                                                           | UNPR  |
| Ministre de la Culture et du Patrimoine national               |           | Hunor Kelemen                                                                           | UDMR  |
| Ministre de la Justice                                         |           | Cătălin Predoiu                                                                         | Sans  |
| Ministre des Communications et de la Société de l'information  |           | Valerian Vreme                                                                          | PDL   |
| Ministre du Travail, de la Famille et de la Protection sociale |           | Ioan Botiș (jusqu'au 03/06/2011) Sebastian Lăzăroiu (jusqu'au 19/09/2011) Sulfina Barbu | PDL   |
| Ministre de l'Éducation, de la Recherche et des Sports         |           | Daniel Funeriu                                                                          | PDL   |
| Ministre de la Santé                                           |           | Attila Cseke (jusqu'au 17/08/2011) Ladislau Ritli                                       | UDMR  |
| Ministre de l'Agriculture et du Développement rural            |           | Valeriu Tabără                                                                          | PDL   |
| Ministre des Affaires européennes                              |           | Leonard Orban (à partir du 20/09/2011)                                                  | Sans  |